# Sporting Clube de Fermentelos

## Localização
O Sporting Clube de Fermentelos é um clube desportivo português com sede na vila e sede de freguesia de Fermentelos, Município de Águeda, Distrito de Aveiro. É uma filial do Sporting Clube de Portugal, tendo no equipamento as cores daquele clube, bem como o emblema ser igual àquele clube.

## História
O clube foi fundado em 1930

## Liga
- 2005-2006 - 1ª divisão distrital da Associação de Futebol de Aveiro.

## Estádio
Estádio Constantino Marques Duarte (1200 espectadores)

## Marca do equipamento
Spidora

## Patrocínio
Junta Freguesia Fermentelos